# Thor Pedersen (Ruderer)
Thor Inge Oluf Pedersen (* 31. August 1924 in Bergen, Norwegen; † 15. August 2008 in Gräsmark, Schweden) war ein norwegischer Ruderer, der 1948 eine olympische Bronzemedaille gewann.

## Sportliche Karriere
Bei den Olympischen Spielen 1948 wurden die Ruderwettbewerbe auf der Strecke der Henley Royal Regatta auf der Themse ausgetragen, es konnten höchstens drei Boote nebeneinander starten. Der norwegische Achter in der Besetzung Kristoffer Lepsøe, Thorstein Kråkenes, Hans Hansen, Halfdan Gran-Olsen, Harald Kråkenes, Leif Næss, Thor Pedersen, Carl Monssen und Steuermann Sigurd Monssen belegte im ersten Vorlauf den zweiten Platz hinter den Briten und vor den Dänen. Im Hoffnungslauf siegten die Norweger gegen die Iren und im Halbfinale gegen die Portugiesen. Zum Finale traten die Boote aus den Vereinigten Staaten, aus dem Vereinigten Königreich und aus Norwegen an. Die Amerikaner gewannen mit zehn Sekunden Vorsprung vor den Briten, drei Sekunden hinter den Briten erreichten die Norweger das Ziel und erhielten die Bronzemedaille.